# گاری خودروی لئوناردو

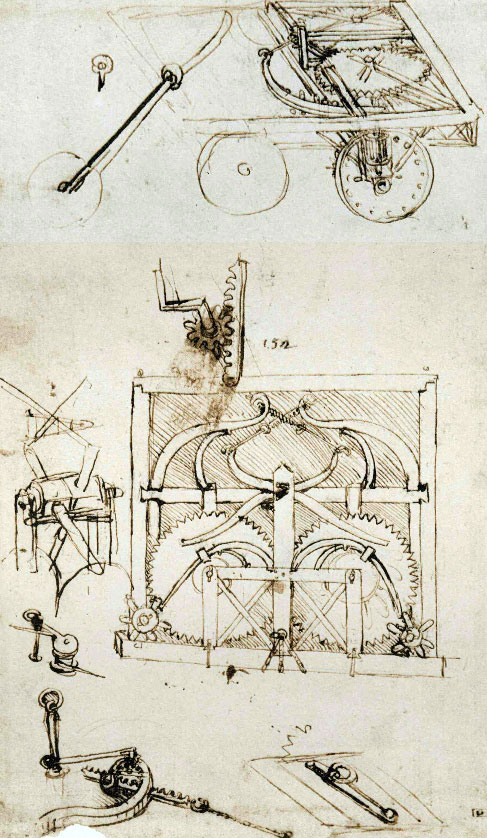
طراحی اصلی از گاری خودرو (قوانین آتلانتیک)

گاری خودروی لئوناردو یکی از اختراعات لئوناردو دا وینچی می‌باشد که به عنوان نیای خودروهای امروزی شناخته می‌شود. این گاری در مستندی از شبکه تلویزیونی دیسکاوری در ابعاد واقعی درست شد. همچنین نمونه‌ای از آن در موزهٔ کلاس لوسه فرانسه نگه‌داری می‌شود.
این ماشین به کمک دو فنر متقارن کار می‌کند. با وجود این که تنها یک فنر برای این کار کافی بود، اما دو فنر احتمالاً باعث می‌شد تا گاری «منطقی‌تر» به نظر برسد. داوینچی به خوبی از نیروی فنرهای در حال باز شدن آگاه بود. به منظور ایجاد حرکتی صاف و پایدار، ماشین مانند یک ساعت، چرخ توازن داشت. مکانیزم کنترلی بسیار پیچیده بوده و اجازه می‌دهد تا به صورت اتوماتیک مسیر از پیش تعیین شده را طی کند. همچنین در این گاری از مکانیزمی همانند مکانیزم دیفرانسیل موجود در خودروهای امروزی استفاده شده بود که اجازهٔ تعیین درجهٔ دور زدن را فراهم می‌کرد.